# Braunohrarassari

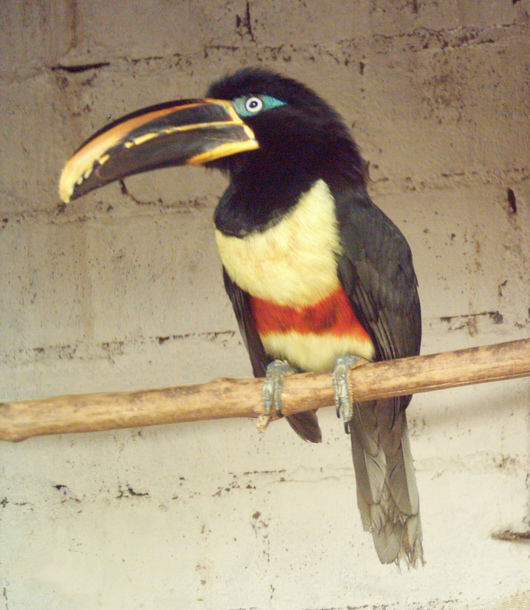
Braunohrarassari

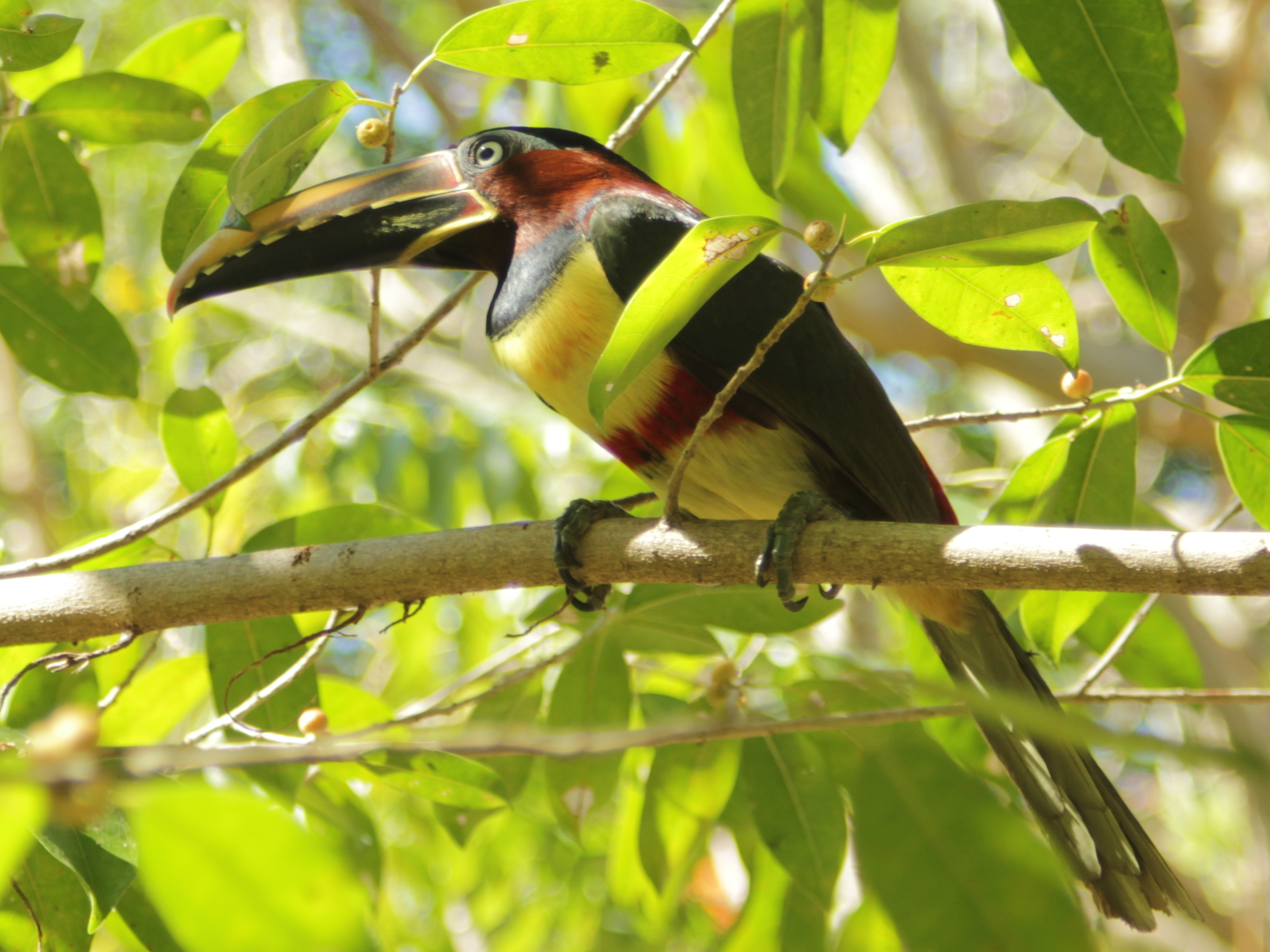
Braunohrarassari

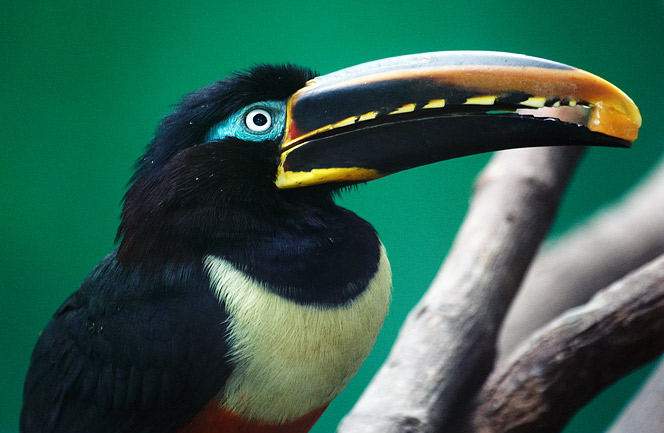
Braunohrarassari

Der Braunohrarassari (Pteroglossus castanotis) ist eine Vogelart aus der Familie der Tukane, die der farbenprächtigen Gattung der Schwarzarassaris angehört. Auf Grund der auffälligen Schnabelform ist der Braunohrarassari eindeutig als Tukanart zu bestimmen. Er kommt ausschließlich in Südamerika vor und hat dort ein sehr großes Verbreitungsgebiet. Die IUCN stuft den Braunohrarassari als  (=least concern – nicht gefährdet) ein.

## Erscheinungsbild

### Maße und Gewicht
Die Körperlänge adulter Braunohrarassaris beträgt 43 bis 46 Zentimeter. Die Männchen der Nominatform haben eine Flügellänge zwischen 14,8 und 16,8 Zentimeter. Auf den Schwanz entfallen 14,3 bis 16,4 Zentimeter. Die Schnabellänge beträgt 10,3 bis 13,6 Zentimeter. Weibchen haben ähnliche Körpermaße, ihr Schnabel ist aber mit 9,4 bis 12,2 Zentimeter geringfügig kürzer. Beide Geschlechter wiegen zwischen 230 und 310 Gramm.

### Schnabel und Gefieder
Adulte Männchen der Nominatform sind von der Stirn bis zum Nacken schwarz. Bei stark abgenutztem Gefieder kann dieser Bereich auch dunkel schokoladenbraun wirken. Die Nackenseiten, die Ohrdecken und die unteren Gesichtsseiten sind dunkel kastanienbraun bis schwarzbraun. Der Rücken ist bis zur Mitte dunkelgrün und bei einzelnen Individuen bläulich überwaschen. Der untere Rücken ist bis zu den Oberschwanzdecken leuchtend rot bis dunkelrot. Der stufige Schwanz ist auf der Oberseite dunkelgrün, die Federschäfte sind schwarzbraun. Auf der Unterseite schimmert der Schwanz blass gelblich-grün.
Das Kinn ist rußfarben, die vordere Kehle ist dunkel kastanienbraun und hat bei einigen Individuen einen rötlichen Schimmer. Die vordere Brusthälfte ist gelb, darunter befindet sich ein breites rotes Band, das an den Körperseiten etwas breiter wird. Der Bauch ist gelb, die Unterschwanzdecken sind gelb mit roten oder rostfarbenen Federspitzen, die Oberschenkel sind dunkel kastanienfarben oder kastanienfarben und grünlich. Der Schnabel ist lang und läuft spitz aus. Der Oberschnabel ist hornfarben bis gelborange mit einem schwarzen Firststreifen und länglichen schwarzen Dreiecken an der Seite. Der Unterschnabel ist schwarz mit einer gelben Umrandung an der Wurzel. Die unbefiederte Gesichtshaut ist leuchtend blau, türkis oder grau bis grüngrau. Die Augen sind gelblich bis weiß. Die Beine sind grüngrau. Weibchen ähneln den Männchen, aber ihr Oberkopf ist in der Mitte bräunlicher. Jungvögel haben ein insgesamt matteres Gefieder, das rote Brustband ist bei ihnen weniger entwickelt und wirkt bräunlicher. Der Schnabel ist bei ihnen kürzer und die schwarze Seitenzeichnung des Oberschnabels fehlt.

### Verwechslungsmöglichkeiten
Der Braunohrarassari gehört zu den größten Arassari-Arten und ist auf Grund seiner kastanienfarbenen Ohrdecken mit keiner anderen Art zu verwechseln. Im Verbreitungsgebiet kommt der gleichfalls sehr große Krauskopfarassari vor, der aber einen deutlich helleren Unterschnabel hat. Der Doppelbindenarassari hat ein auffallendes dunkles Brustband. Der Rotkropfarassari unterscheidet sich nicht nur durch eine andere Färbung auf der Körperunterseite, sondern hat außerdem einen überwiegend hellen Schnabel, der hornfarben statt wie beim Braunohrarassari orangegelb ist.

## Verbreitungsgebiet und Lebensraum
Das Verbreitungsgebiet des Braunohrarassaris erstreckt sich über weite Teile Südamerikas. Er besiedelt überwiegend bewaldete Tiefebenen in der Nähe von Flüssen. Er kommt von Kolumbien entlang der Anden bis nach Ecuador und Peru sowie Bolivien vor. Zum Verbreitungsgebiet gehören auch weite Teile Brasiliens, der nördliche Teil Argentiniens sowie Paraguay. In weiten Teilen Brasiliens und im Osten von Paraguay ist er in der Regel die häufigste Tukanart. In Kolumbien kommt er bis auf 500 Höhenmeter vor. In Ecuador und Peru wird er noch auf 1200 Höhenmetern beobachtet, in Bolivien kommt er gelegentlich auch bis in Höhen von 1300 Metern vor.
Zu seinem Lebensraum gehören Wälder der Tiefebene, die regelmäßig überschwemmt werden, die Várzea, bewaldete Seenufer, Wälder entlang von Flussläufen, Sekundärwald und Waldränder. Entlang von Flussläufen dringt er bis in der Cerrado vor. Er besiedelt außerdem Plantagen sowie Restbestände von Wäldern auf Rinderfarmen. In den Tiefebenen hält er sich bevorzugt in Gebieten auf, in denen andere Schwarzarassaris nicht vertreten sind. Er meidet besonders im Nordwesten Südamerikas Regionen, in denen der Doppelbindenarassari vorkommt. Im Nordosten der Mato Grosso überlappt sich sein Verbreitungsgebiet allerdings mit dem Schwarzkehlarassari. In jungen nachwachsenden Wäldern ist er deutlich seltener als der Schriftarassari oder der Rotkropfarassari vertreten.

## Lebensweise
Früchte sind der wichtigste Nahrungsbestandteil, daneben frisst der Braunohrarassari auch Insekten, Blüten und Nektar. Er jagt regelmäßig Vögel und frisst vor allem Jungvögel von Arten wie der Rotrückentaube oder dem Gelbrücken-Stirnvogel. Er vergreift sich auch an den Gelegen und Nestlingen größerer Arten wie beispielsweise des Breithauben-Stirnvogels (Psarocolius angustifrons). Wenn er Früchte frisst, hängt er gelegentlich kopfüber an Ästen. Baumspalten und -höhlen untersucht er regelmäßig mit dem Schnabel. Er ruht in Baumhöhlen und nutzt dabei vor allem alte Spechthöhlen. Schwarzkehlspechte vertreibt er gelegentlich von ihren Höhlen. Belegt ist auch, dass ein Trupp von Braunohrarassaris einen Schriftarassari von dessen Baumhöhle vertrieb. Die Baumhöhle wurde anschließend von den Braunohrarassaris als Nistplatz benutzt.
Die Fortpflanzungsbiologie des Braunohrarassaris ist bislang nur unzureichend untersucht. Das Gelege umfasst zwei bis vier Eier. Die Fortpflanzungszeit variiert je nach geographischer Breite. Daten zur Brutdauer sind nicht bekannt.

## Unterarten
Es werden zwei Unterarten unterschieden:
- Pteroglossus castanotis castanotis Gould, 1834[9] kommt im östlichen und südlichen Kolumbien bis ins östliche Ecuador, das südöstliche Peru und das nordwestliche Brasilien verbreitet.
- Pteroglossus castanotis australis Cassin, 1867[10] ist im östlichen Bolivien, dem wesentlichen und südlichen Brasilien, in Paraguay und dem nordöstlichen Argentinien verbreitet.

## Etymologie und Forschungsgeschichte
Die Erstbeschreibung des Braunohrarassaris erfolgte 1834 durch John Gould unter dem wissenschaftlichen Namen Pteroglossus castanotis. Als Verbreitungsgebiet gab er Brasilien an. 1811 führte Johann Karl Wilhelm Illiger die für die Wissenschaft neue Gattung Pteroglossus ein. Dieser Begriff leitet sich von πτερον pteron für Feder und γλωσσα glōssa für Zunge ab. Der Artname bildet sich aus καστανον castanon für Kastanie und -ωτις, ους, ωτος -ōtis, oys,ōtos für -ohrig, Ohr. Australis hat seinen Ursprung in lateinisch australis, auster, austri ‚südlich, Süden‘. Alfred Laubmann lagen in seinem Werk Die Vögel von Paraguay Bälge von der „3. Gran-Chaco-Expedition“ durch Hans Krieg (1888–1970) und Eugen Josef Robert Schuhmacher (1906–1973) vor, sowie von Adolf Neunteufel (1909–1979) und Georg Wieninger (1859–1925). Er sah das Verbreitungsgebiet über weite Teile Paraguays. In Pteroglossus attalorhynchus Bertoni, W, 1901 sah er ein Synonym zu P. c. australis. Attalorhynchus leitet sich von άτταλος attalos für herrlich und ῥυγχος rhynkhos für Schnabel ab. Das herrlich deswegen, weil die Pergamon-Könige Attalos I., Attalos II. & Attalos III. durch Reichtum und Pracht bekannt waren.

## Belege

### Einzelbelege
1. ↑   Lantermann, S. 133
2. ↑   Short et al., S. 387 und S. 388
3. ↑   Short et al., S. 386
4. ↑   Lantermann, S. 133
5. ↑   Short et al., S. 388 und S. 389
6. ↑   Short et al., S. 389
7. ↑   Lantermann, S. 134
8. ↑  IOC World bird list Jacamars, puffbirds, barbets, toucans, honeyguides
9. 1 2  John Gould (1834), S. 119
10. ↑  John Cassin (1867), S. 112
11. 1 2  Johann Karl Wilhelm Illiger (1811), S. 202
12. ↑  castanotis The Key to Scientific Names Edited by James A. Jobling
13. ↑  australis The Key to Scientific Names Edited by James A. Jobling
14. 1 2  Arnaldo de Winkelried Bertoni (1901), S. 29
15. ↑  Alfred Laubmann (1939), S. 197